# Сушрута-самхита
«Сушрута-самхита» (санскр. सुश्रुतसंहिता) — трактат, в основном посвящённый оперативному лечению; в нём описано более 300 операций, свыше 120 хирургических инструментов и не менее 650 лекарственных средств. В трактате перечисляются те же медикаменты, что описаны в «Чарака-самхите» и «Атхарваведе». Некоторые из них встречаются также у Гиппократа). Автор Сушрута, редактор Нагарджуна. «Сушрута-самхита» — второй по значимости канон Брихат-трайи («Большой Троицы» аюрведических канонов) после «Чарака-самхиты».